# Bénédictine
Bénédictine é um licor herbal produzido na França. Foi criado por um mercador de vinhos chamado Alexandre Le Grand no século XIX, e sua receita supostamente é composta por vinte e sete ingredientes, incluindo flores, frutos silvestres, ervas, raízes e condimentos.
As iniciais D. O. M., que aparecem no rótulo, correspondem a "Deo Optimo Maximo", que significa, "Para Deus, o maior e o melhor".